# Skäggsimpa
Skäggsimpa (Agonus cataphractus) hör till familjen pansarsimpor i ordningen kindpansrade fiskar.

## Utseende
Som alla pansarsimpor är skäggsimpan helt täckt av benplåtar, Buken är flat, och huvudets undersida är försedd med en mängd känseltrådar, därav namnet. Nosen är dessutom försedd med två större skäggtömmar samt med fyra taggar. Den främre delen av ryggfenan, som är försedd med taggstrålar, är nästan ihopväxt med den bakre, mjukstråliga delen. Stjärten är lång och smal. I samband med lektiden får bröstfenorna en brandgul ton. Arten kan bli upp till 21 cm lång, men blir oftast inte mer än omkring 14 cm.

## Vanor
Skäggsimpan är en bottenfisk som föredrar mjuka bottnar från grunt vatten till 270 meters djup. Födan består av havsborstmaskar och bottenlevande kräftdjur, som letas upp med de många känseltrådarnas hjälp. Arten vandrar till djupare vatten under vintern.

### Fortplantning
Lektiden infaller under våren, under vilken honan lägger upp till 3 000 ljusgula till orangefärgade ägg på bottnen. De kläcks först efter 3 månader. Ynglen är pelagiska den första tiden.

## Utbredning
Skäggsimpan finns från Island och farvattnen kring Brittiska öarna till Nordsjön, går in i Östersjön fram till Bornholm, samt norrut längs Norges kust till Vita havet. Förekommer längs svenska väst- och sydkusten, tillfällig i Finland.

## Bygdemål
| Namn      | Trakt          | Referens |
| --------- | -------------- | -------- |
|           |                |          |
| Bottenmus | Skåne (Kullen) | [ 6 ]    |
| Kuderusk  | Skåne (Kullen) | [ 6 ]    |

I Abbekås betyder dock  kuderusk hornuggla!